# Список астероїдів (128101—128200)
| Назва                      | Тимчасове позначення | Дата відкриття  | Місце відкриття             | Відкривач                         |
| -------------------------- | -------------------- | --------------- | --------------------------- | --------------------------------- |
| (128101) 2003 PG11         | 2003 PG11            | 5 серпня 2003   | Обсерваторія Берґіш-Ґладбах | Вольф Бікель                      |
| (128102) 2003 PA12         | 2003 PA12            | 4 серпня 2003   | Сокорро (Нью-Мексико)       | LINEAR                            |
| (128103) 2003 QW1          | 2003 QW1             | 19 серпня 2003  | Станція Кампо Імператоре    | CINEOS                            |
| (128104) 2003 QG4          | 2003 QG4             | 18 серпня 2003  | Станція Кампо Імператоре    | CINEOS                            |
| (128105) 2003 QK6          | 2003 QK6             | 18 серпня 2003  | Станція Кампо Імператоре    | CINEOS                            |
| (128106) 2003 QQ7          | 2003 QQ7             | 21 серпня 2003  | Паломарська обсерваторія    | NEAT                              |
| (128107) 2003 QY9          | 2003 QY9             | 20 серпня 2003  | Обсерваторія Ріді-Крик      | Джон Бротон                       |
| (128108) 2003 QP13         | 2003 QP13            | 22 серпня 2003  | Паломарська обсерваторія    | NEAT                              |
| (128109) 2003 QB14         | 2003 QB14            | 20 серпня 2003  | Паломарська обсерваторія    | NEAT                              |
| (128110) 2003 QJ15         | 2003 QJ15            | 20 серпня 2003  | Паломарська обсерваторія    | NEAT                              |
| (128111) 2003 QJ17         | 2003 QJ17            | 22 серпня 2003  | Паломарська обсерваторія    | NEAT                              |
| (128112) 2003 QP18         | 2003 QP18            | 22 серпня 2003  | Паломарська обсерваторія    | NEAT                              |
| (128113) 2003 QK19         | 2003 QK19            | 22 серпня 2003  | Сокорро (Нью-Мексико)       | LINEAR                            |
| (128114) 2003 QW19         | 2003 QW19            | 22 серпня 2003  | Паломарська обсерваторія    | NEAT                              |
| (128115) 2003 QC26         | 2003 QC26            | 22 серпня 2003  | Сокорро (Нью-Мексико)       | LINEAR                            |
| (128116) 2003 QE30         | 2003 QE30            | 22 серпня 2003  | Обсерваторія Ріді-Крик      | Джон Бротон                       |
| (128117) 2003 QP33         | 2003 QP33            | 22 серпня 2003  | Обсерваторія Галеакала      | NEAT                              |
| (128118) 2003 QY33         | 2003 QY33            | 22 серпня 2003  | Паломарська обсерваторія    | NEAT                              |
| (128119) 2003 QF34         | 2003 QF34            | 22 серпня 2003  | Паломарська обсерваторія    | NEAT                              |
| (128120) 2003 QS34         | 2003 QS34            | 22 серпня 2003  | Паломарська обсерваторія    | NEAT                              |
| (128121) 2003 QA35         | 2003 QA35            | 22 серпня 2003  | Паломарська обсерваторія    | NEAT                              |
| (128122) 2003 QD35         | 2003 QD35            | 22 серпня 2003  | Паломарська обсерваторія    | NEAT                              |
| (128123) 2003 QR35         | 2003 QR35            | 22 серпня 2003  | Паломарська обсерваторія    | NEAT                              |
| (128124) 2003 QY38         | 2003 QY38            | 22 серпня 2003  | Сокорро (Нью-Мексико)       | LINEAR                            |
| (128125) 2003 QK39         | 2003 QK39            | 22 серпня 2003  | Сокорро (Нью-Мексико)       | LINEAR                            |
| (128126) 2003 QY39         | 2003 QY39            | 22 серпня 2003  | Сокорро (Нью-Мексико)       | LINEAR                            |
| (128127) 2003 QN40         | 2003 QN40            | 22 серпня 2003  | Сокорро (Нью-Мексико)       | LINEAR                            |
| (128128) 2003 QO40         | 2003 QO40            | 22 серпня 2003  | Сокорро (Нью-Мексико)       | LINEAR                            |
| (128129) 2003 QR40         | 2003 QR40            | 22 серпня 2003  | Сокорро (Нью-Мексико)       | LINEAR                            |
| (128130) 2003 QU44         | 2003 QU44            | 23 серпня 2003  | Сокорро (Нью-Мексико)       | LINEAR                            |
| (128131) 2003 QV44         | 2003 QV44            | 23 серпня 2003  | Сокорро (Нью-Мексико)       | LINEAR                            |
| (128132) 2003 QW45         | 2003 QW45            | 23 серпня 2003  | Сокорро (Нью-Мексико)       | LINEAR                            |
| (128133) 2003 QT46         | 2003 QT46            | 24 серпня 2003  | Паломарська обсерваторія    | NEAT                              |
| (128134) 2003 QX46         | 2003 QX46            | 24 серпня 2003  | Сокорро (Нью-Мексико)       | LINEAR                            |
| (128135) 2003 QL48         | 2003 QL48            | 20 серпня 2003  | Паломарська обсерваторія    | NEAT                              |
| (128136) 2003 QR50         | 2003 QR50            | 22 серпня 2003  | Обсерваторія Галеакала      | NEAT                              |
| (128137) 2003 QQ52         | 2003 QQ52            | 23 серпня 2003  | Сокорро (Нью-Мексико)       | LINEAR                            |
| (128138) 2003 QD54         | 2003 QD54            | 23 серпня 2003  | Сокорро (Нью-Мексико)       | LINEAR                            |
| (128139) 2003 QU55         | 2003 QU55            | 23 серпня 2003  | Сокорро (Нью-Мексико)       | LINEAR                            |
| (128140) 2003 QK56         | 2003 QK56            | 23 серпня 2003  | Сокорро (Нью-Мексико)       | LINEAR                            |
| (128141) 2003 QE58         | 2003 QE58            | 23 серпня 2003  | Паломарська обсерваторія    | NEAT                              |
| (128142) 2003 QH60         | 2003 QH60            | 23 серпня 2003  | Сокорро (Нью-Мексико)       | LINEAR                            |
| (128143) 2003 QS60         | 2003 QS60            | 23 серпня 2003  | Сокорро (Нью-Мексико)       | LINEAR                            |
| (128144) 2003 QA61         | 2003 QA61            | 23 серпня 2003  | Сокорро (Нью-Мексико)       | LINEAR                            |
| (128145) 2003 QL61         | 2003 QL61            | 23 серпня 2003  | Сокорро (Нью-Мексико)       | LINEAR                            |
| (128146) 2003 QO65         | 2003 QO65            | 25 серпня 2003  | Паломарська обсерваторія    | NEAT                              |
| (128147) 2003 QX68         | 2003 QX68            | 24 серпня 2003  | Обсерваторія Ріді-Крик      | Джон Бротон                       |
| (128148) 2003 QH69         | 2003 QH69            | 23 серпня 2003  | Паломарська обсерваторія    | NEAT                              |
| (128149) 2003 QX71         | 2003 QX71            | 25 серпня 2003  | Паломарська обсерваторія    | NEAT                              |
| (128150) 2003 QL77         | 2003 QL77            | 24 серпня 2003  | Сокорро (Нью-Мексико)       | LINEAR                            |
| (128151) 2003 QZ78         | 2003 QZ78            | 24 серпня 2003  | Сокорро (Нью-Мексико)       | LINEAR                            |
| (128152) 2003 QW79         | 2003 QW79            | 25 серпня 2003  | Обсерваторія Ріді-Крик      | Джон Бротон                       |
| (128153) 2003 QT81         | 2003 QT81            | 23 серпня 2003  | Сокорро (Нью-Мексико)       | LINEAR                            |
| (128154) 2003 QX88         | 2003 QX88            | 25 серпня 2003  | Сокорро (Нью-Мексико)       | LINEAR                            |
| (128155) 2003 QY88         | 2003 QY88            | 25 серпня 2003  | Паломарська обсерваторія    | NEAT                              |
| (128156) 2003 QK92         | 2003 QK92            | 29 серпня 2003  | Обсерваторія Джорджа        | Дж. Деллінджер, Пол Ґароссіно     |
| (128157) 2003 QG94         | 2003 QG94            | 28 серпня 2003  | Обсерваторія Галеакала      | NEAT                              |
| (128158) 2003 QA96         | 2003 QA96            | 30 серпня 2003  | Обсерваторія Кітт-Пік       | Spacewatch                        |
| (128159) 2003 QJ100        | 2003 QJ100           | 28 серпня 2003  | Паломарська обсерваторія    | NEAT                              |
| (128160) 2003 QX100        | 2003 QX100           | 28 серпня 2003  | Обсерваторія Галеакала      | NEAT                              |
| (128161) 2003 QV102        | 2003 QV102           | 31 серпня 2003  | Обсерваторія Кітт-Пік       | Spacewatch                        |
| (128162) 2003 QC103        | 2003 QC103           | 31 серпня 2003  | Обсерваторія Кітт-Пік       | Spacewatch                        |
| (128163) 2003 QP103        | 2003 QP103           | 31 серпня 2003  | Обсерваторія Галеакала      | NEAT                              |
| (128164) 2003 QJ104        | 2003 QJ104           | 30 серпня 2003  | Обсерваторія Ріді-Крик      | Джон Бротон                       |
| (128165) 2003 QR104        | 2003 QR104           | 29 серпня 2003  | Сокорро (Нью-Мексико)       | LINEAR                            |
| 128166 Карора (Carora)     | 2003 QQ105           | 27 серпня 2003  | Меріда (Венесуела)          | Іґнасіо Рамон Феррін, Карлос Леал |
| (128167) 2003 QA106        | 2003 QA106           | 30 серпня 2003  | Обсерваторія Кітт-Пік       | Spacewatch                        |
| (128168) 2003 QC109        | 2003 QC109           | 31 серпня 2003  | Сокорро (Нью-Мексико)       | LINEAR                            |
| (128169) 2003 RD1          | 2003 RD1             | 2 вересня 2003  | Сокорро (Нью-Мексико)       | LINEAR                            |
| (128170) 2003 RA2          | 2003 RA2             | 2 вересня 2003  | Сокорро (Нью-Мексико)       | LINEAR                            |
| (128171) 2003 RT2          | 2003 RT2             | 1 вересня 2003  | Сокорро (Нью-Мексико)       | LINEAR                            |
| (128172) 2003 RA4          | 2003 RA4             | 1 вересня 2003  | Сокорро (Нью-Мексико)       | LINEAR                            |
| (128173) 2003 RD8          | 2003 RD8             | 5 вересня 2003  | Обсерваторія Галеакала      | NEAT                              |
| (128174) 2003 RW8          | 2003 RW8             | 1 вересня 2003  | Сокорро (Нью-Мексико)       | LINEAR                            |
| (128175) 2003 RP9          | 2003 RP9             | 4 вересня 2003  | Сокорро (Нью-Мексико)       | LINEAR                            |
| (128176) 2003 RB10         | 2003 RB10            | 1 вересня 2003  | Обсерваторія Берґіш-Ґладбах | Вольф Бікель                      |
| 128177 Гриффін (Griffioen) | 2003 RA11            | 5 вересня 2003  | Обсерваторія Калвін-Коледж  | А. Ванден Говел                   |
| (128178) 2003 RE12         | 2003 RE12            | 13 вересня 2003 | Обсерваторія Галеакала      | NEAT                              |
| (128179) 2003 RV12         | 2003 RV12            | 14 вересня 2003 | Обсерваторія Галеакала      | NEAT                              |
| (128180) 2003 RY13         | 2003 RY13            | 15 вересня 2003 | Обсерваторія Галеакала      | NEAT                              |
| (128181) 2003 RS14         | 2003 RS14            | 13 вересня 2003 | Обсерваторія Галеакала      | NEAT                              |
| (128182) 2003 RO18         | 2003 RO18            | 15 вересня 2003 | Станція Андерсон-Меса       | LONEOS                            |
| (128183) 2003 RP22         | 2003 RP22            | 15 вересня 2003 | Обсерваторія Галеакала      | NEAT                              |
| (128184) 2003 RN23         | 2003 RN23            | 14 вересня 2003 | Паломарська обсерваторія    | NEAT                              |
| (128185) 2003 SP           | 2003 SP              | 16 вересня 2003 | Обсерваторія Кітт-Пік       | Spacewatch                        |
| (128186) 2003 SG1          | 2003 SG1             | 16 вересня 2003 | Обсерваторія Кітт-Пік       | Spacewatch                        |
| (128187) 2003 SJ2          | 2003 SJ2             | 16 вересня 2003 | Обсерваторія Кітт-Пік       | Spacewatch                        |
| (128188) 2003 SB3          | 2003 SB3             | 16 вересня 2003 | Паломарська обсерваторія    | NEAT                              |
| (128189) 2003 SR6          | 2003 SR6             | 17 вересня 2003 | Обсерваторія Дезерт-Іґл     | Вільям Йон                        |
| (128190) 2003 SW6          | 2003 SW6             | 16 вересня 2003 | Обсерваторія Кітт-Пік       | Spacewatch                        |
| (128191) 2003 SW8          | 2003 SW8             | 17 вересня 2003 | Обсерваторія Кітт-Пік       | Spacewatch                        |
| (128192) 2003 SQ11         | 2003 SQ11            | 16 вересня 2003 | Обсерваторія Кітт-Пік       | Spacewatch                        |
| (128193) 2003 SA13         | 2003 SA13            | 16 вересня 2003 | Обсерваторія Кітт-Пік       | Spacewatch                        |
| (128194) 2003 SP14         | 2003 SP14            | 17 вересня 2003 | Обсерваторія Кітт-Пік       | Spacewatch                        |
| (128195) 2003 SC17         | 2003 SC17            | 17 вересня 2003 | Обсерваторія Кітт-Пік       | Spacewatch                        |
| (128196) 2003 SN27         | 2003 SN27            | 18 вересня 2003 | Паломарська обсерваторія    | NEAT                              |
| (128197) 2003 SR35         | 2003 SR35            | 16 вересня 2003 | Станція Андерсон-Меса       | LONEOS                            |
| (128198) 2003 SR39         | 2003 SR39            | 16 вересня 2003 | Паломарська обсерваторія    | NEAT                              |
| (128199) 2003 SP43         | 2003 SP43            | 16 вересня 2003 | Станція Андерсон-Меса       | LONEOS                            |
| (128200) 2003 SE45         | 2003 SE45            | 16 вересня 2003 | Станція Андерсон-Меса       | LONEOS                            |